# Museum Kartause Astheim
Das Museum Kartause Astheim war ein Museum für christliche Bildkultur im Volkacher Ortsteil Astheim in Unterfranken. Es befand sich in den Gebäuden des ehemaligen Klosters der Kartäuser im Dorfkern und wurde im Jahr 2023 geschlossen.

## Geschichte
Die Klostergebäude des ehemaligen Kartäuserklosters in Astheim wurden nach der Auflösung des Klosters zunächst von der Familie Schwarzenberg erhalten, ehe die Gemeinde Astheim dort ihren Verwaltungssitz einrichtete. Nach der Eingemeindung nach Volkach 1972 verlegte die Stadt die Bestände ihres Archivs in die ehemaligen Klostergebäude, ein Großteil der Bauten blieb jedoch ungenutzt und verfiel langsam.
Anfang der 1990er Jahre organisierte sich mit dem Freundeskreis Kartause Astheim eine Bürgerinitiative zur Rettung der Baudenkmäler. Der Verein führte mehrere Gespräche mit den Museen der Diözese Würzburg und konnte schließlich erreichen, dass ein Museum in den Räumlichkeiten eingerichtet wurde. Die Projektleitung wurde dem Würzburger Domkapitular Jürgen Lenssen übergeben. Die Eröffnung des Museums fand am 10. Juni 1999 statt. Im Jahr 2023 wurde das Museum geschlossen. 

## Gebäude
Die vom Museum genutzten Gebäude sind die ehemalige Klosterkirche der Kartäuser, der Verbindungsgang mit der Johanneskapelle und das alte Priorat. Die Gebäude stammen aus dem 16. bis 18. Jahrhundert und wurden vor der Einrichtung der Ausstellung umfassend renoviert. Die Präsentation befindet sich vollständig in den historischen Baulichkeiten, die Ausstattung der Klosterkirche ist unversehrt erhalten.

## Ausstellung
Die Ausstellung konzentrierte sich auf die Darstellung der Entwicklung der christlichen Bildkultur in Liturgie und Volksfrömmigkeit. Im Mittelpunkt stand allerdings kein kunsthistorischer Ansatz. Vielmehr sollten die unterschiedlichen Christuszugänge durch die Jahrhunderte deutlich gemacht werden. Dies spiegelte sich auch in der Präsentation wider, die keine Grenzen zwischen der hohen Kunst und der Volkskunst zog. Häufige Zeiten- und Stilwechsel prägten die Ausstellung.
Die Ausstellung umfasste eine Fläche von insgesamt 18.000 m² in 17 Räumen, die 16 Themenbereiche präsentierten. Insgesamt nahm sie drei Geschosse ein, auf denen etwa 600 Objekte aus dem 14. bis zum 21. Jahrhundert gezeigt wurden. Diese Bereiche waren:
- Grundlagen der Bildverehrung
- Altar und Bild

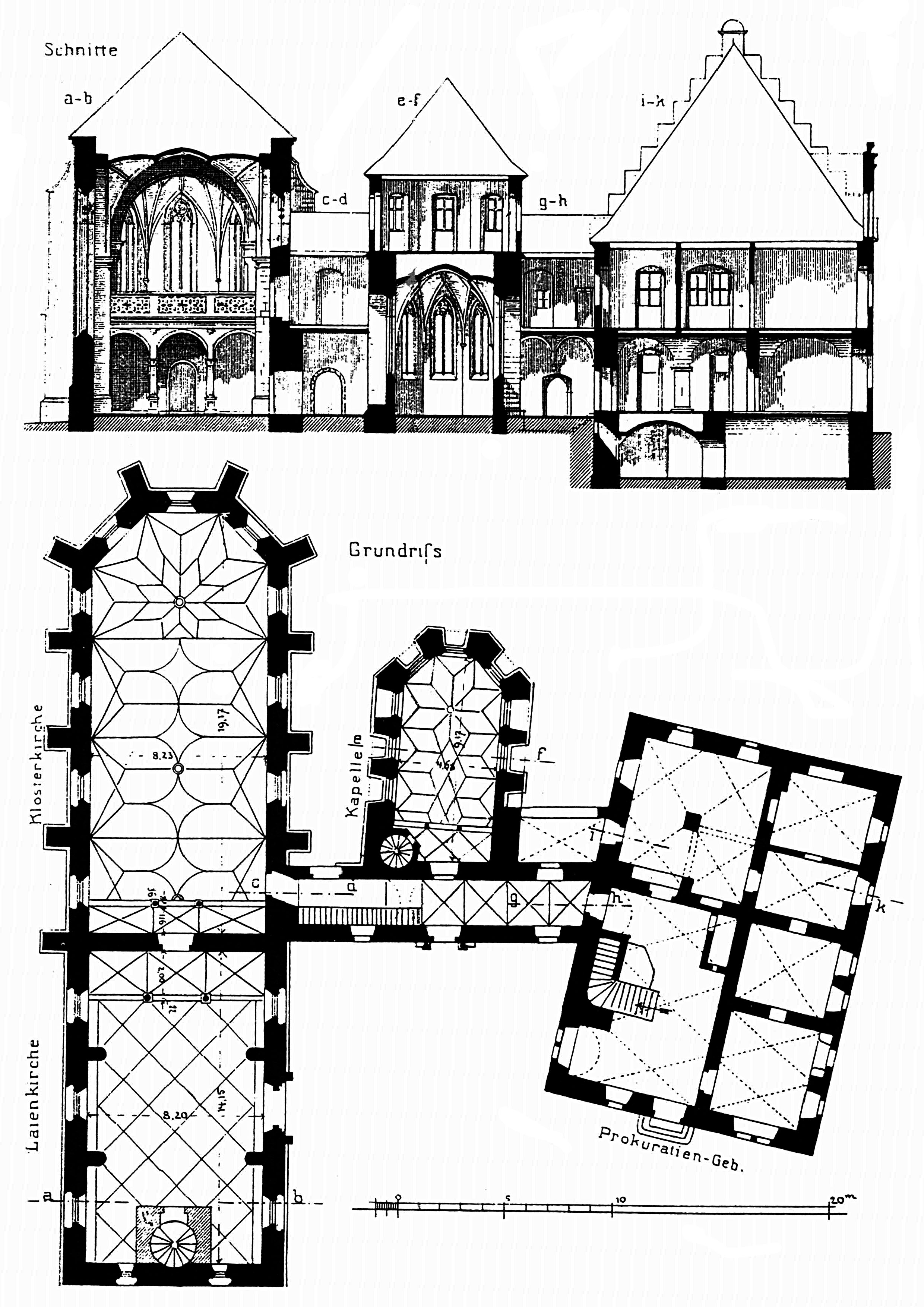
Der Grundriss der Kartause auf einem Bild von 1913

- Das Christusbild (Darstellungen von Jesus Christus)
- Krippen
- Das Marienbild
- Bilder der Gottesliebe
- Der Kreuzweg
- Bilder als Wegzeichen (Insbesondere Bildstöcke und Kleindenkmäler, u. a. der sogenannte Gabolshausener Bildstock)[4]
- Klosterkirche Siehe auch: Klosterkirche Kartause Astheim
- Bilder fürs Haus
- Vom liturgischen zum privaten Bildgebrauch
- Bilder des geistlichen Landesfürsten
- Gnadenbilder
- Bilder der Patrone
- Bilder der Zuflucht
- Vorbilder